# 八大処公園

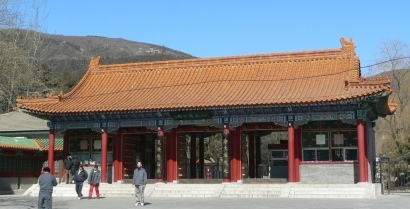

八大処公園（はちたいしょこうえん、běi jīng bā dà chǔ gōng yuán）は、北京の西にある西山風景区の麓に位置している。住所は北京市石景山区八大処路3号になる。ここには八つの古い寺院があることからこの名前が付けられた。具体的には、長安寺、霊光寺、三山庵、大悲寺、龍王堂、香界寺、宝珠堂、証果寺になる。国のAAAA級景区であり、北京で初となる北京市重点文物保護単位となった。歴史は古く、中国国内では非常に有名で、お寺への参拝しながら、登山をする人々が多く訪れる。

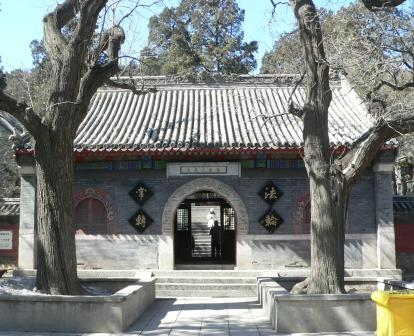

八大処公園の歴史は隋末期から唐初期の頃と言われており、歴代の王朝によって、修繕が行われてきた。特に長安寺、霊光寺、大悲寺、香界寺、証果寺は皇帝の命により建てられた。霊光寺には釈迦牟尼仏の舎利がまつられている。このことで、海外からも参拝者が増えた。近年は霊光寺にある「般若波羅蜜多心経」の書かれた壁が修復された。また500阿羅漢も有名である。2000年には明代に壁に作られた石刻が発見され、話題となった。
八大処公園は八つの古刹があることで有名ではあるものの、北京市街地から近く、自然が豊かなことから気軽にくる人々が多い。長安寺の白松の木や大悲寺の銀杏などは樹齢600年を超えており、歴史を感じる。21世紀に入ってからは、中国園林茶文化節が行われており、2014年以降は春節の時期になると、お祭り（廟会）が行われ、賑わいを見せている。

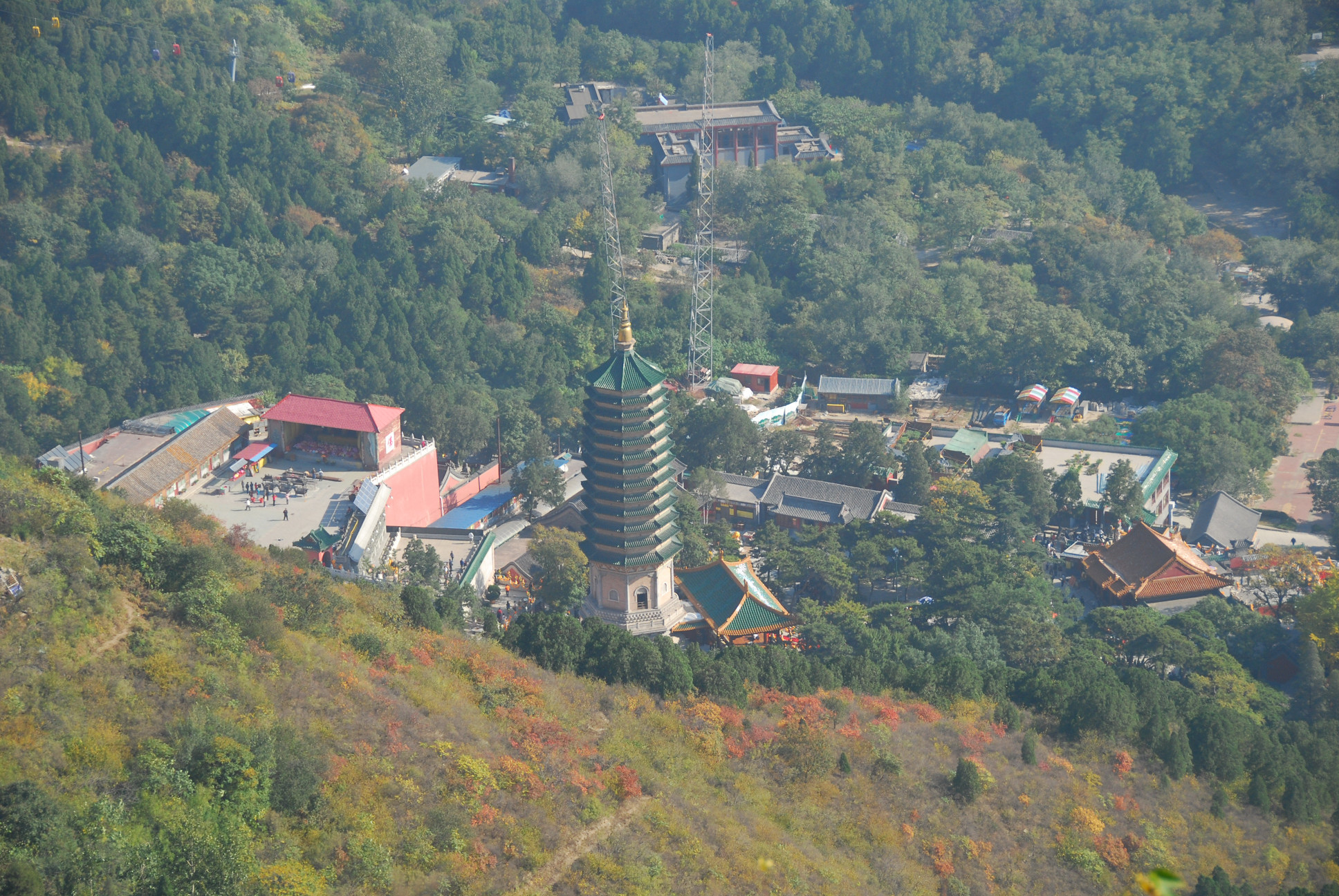